# La Milana
La Milana es una entidad local menor española del municipio de Viana de Duero, perteneciente a la provincia de Soria, en la comunidad autónoma de Castilla y León.

## Geografía
Forma parte de la comarca de Arcos de Jalón y del partido judicial de Almazán.

## Historia
Lugar que durante la Edad Media perteneció a la comunidad de villa y tierra de Almazán formando parte del sexmo de La Sierra.
El Censo de Pecheros de 1528, en el que no  se contaban eclesiásticos, hidalgos y nobles, no se registran vecinos. En el documento original aparece como Santistebamel (Sanestebanillo).
A la caída del Antiguo Régimen la localidad se constituye en municipio constitucional, entonces conocido como La Milana en la región de Castilla la Vieja, partido de Almazán que en el censo de 1842 contaba con 59 hogares y 230 vecinos.[cita requerida] A mediados del siglo XIX, la aldea tenía contabilizada una población de 13 habitantes. Aparece descrita en el decimoprimer volumen del Diccionario geográfico-estadístico-histórico de España y sus posesiones de Ultramar de Pascual Madoz de la siguiente manera:

MILANA (la): ald. en la prov. de Soria (6 leg.), part. jud. de Almazan (3/4), aud. terr. y c. g. de Burgos (28), dióc. de Sigüenza (9). sit. en un llano á la falda de la sierra de Perdices que la resguarda de los vientos del E., su clima es frio y las enfermedades mas comunes, reumas y alguna pulmonia: tiene 6 casas y 1 pequeña igl. parr. (La Purísima Concepcion) aneja de la de San Esteban de Almazan, servida por 1 teniente que nombra el cura de la matriz. térm.: confina con los de Viana y Baniel por el N.; E. Perdices; S. Almazan, y O. este último punto y Viana: el terreno fertilizado por el arroyo Galingomez, es de buena calidad: caminos, los que dirigen á los pueblos limítrofes y la carretera de Madrid á Pamplona. correo: se recibe y despacha en la adm. de Almazan. prod.: trigo puro comun, centeno, cebada, avena, guijas, guisantes y yeros, buenas yerbas de pasto, con las que se mantiene ganado lanar, vacuno y de cerda; abunda la caza de liebres, algunas perdices en la sierra y en su tiempo codornices, en el arroyo se pescan algunos pececillos. ind.: la agrícola y recria de ganados. comercio: esportacion de frutos sobrantes á los mercados de Almazan donde se proveen los vec., de los art. que faltan. pobl.: 3 vec., 13 alm. cap. imp.: 3,058 rs. 20 mrs.
(Madoz, 1848, p. 415)

A mediados del siglo XIX desaparece el municipio porque se integra en Viana de Duero.

## Demografía
En el año 2000 contaba con 8 habitantes, concentrados en el núcleo principal manteniéndose en 8 en 2021.

## Patrimonio
En la localidad hay una iglesia bajo la advocación de la Purísima Concepción, una pequeña ermita.

## Fiestas
- Virgen del Rosario, primer fin de semana de octubre.